# Cyneburga
Cyneburga  è un nome proprio di persona anglosassone femminile.

## Varianti
- Femminili: Cyneburg[1], Cyneburh[2]

## Origine e diffusione
Si tratta di un antico nome anglosassone, composto dalle radici da cyne ("reale") e burg o burh ("fortezza"), avente il significato complessivo di "fortezza reale". Il primo elemento è imparentato con chun ("stirpe"), da cui derivano vari nomi germanici come Corrado, Cuniberto e Cunegonda, mentre il secondo risale ad una radice comune che si ritrova anche in Valpurga, Notburga, Ingeborg e Arnbjørg.
Il nome è rimasto in uso fino ad almeno il VII secolo (quando venne portato da una santa, figlia del re di Mercia), ma è ora considerato totalmente obsoleto; è passato in medio inglese in varie forme, fra cui Kinborough, Kimborough, Kinburga, Kinbarra, Kinbora, Kenbora, Kemborowe, Kynborow, Kimbery, Kimberry, Kimbrah e Kymbra, e ha dato origine ad alcuni toponimi da cui è derivato, alla fine, il nome Kimberly.

## Onomastico
L'onomastico può essere festeggiato in memoria di due diverse sante, alle date seguenti:
- 6 marzo, santa Cyneburga o Kyneburga, figlia di Penda di Mercia e sorella di santa Kyneswide, religiosa benedettina e fondatrice dell'abbazia di Castor, nell'odierno Cambridgeshire[4]
- 25 giugno, santa Cyneburga, principessa, fuggita a Gloucester per evitare un matrimonio combinato e uccisa per gelosia dalla moglie del fornaio presso cui si era rifugiata[5]